# Ute Rührold
Ute Rührold (n. 9 decembrie 1954, Zerbst/Anhalt, Saxonia-Anhalt, Germania) este o sportivă ce a reprezentat Germania, medaliată olimpică. A participat la 2 ediții ale Jocurilor Olimpice (1972, 1976) în care a câștigat două medalii de argint.